# Apothekenfacharbeiter

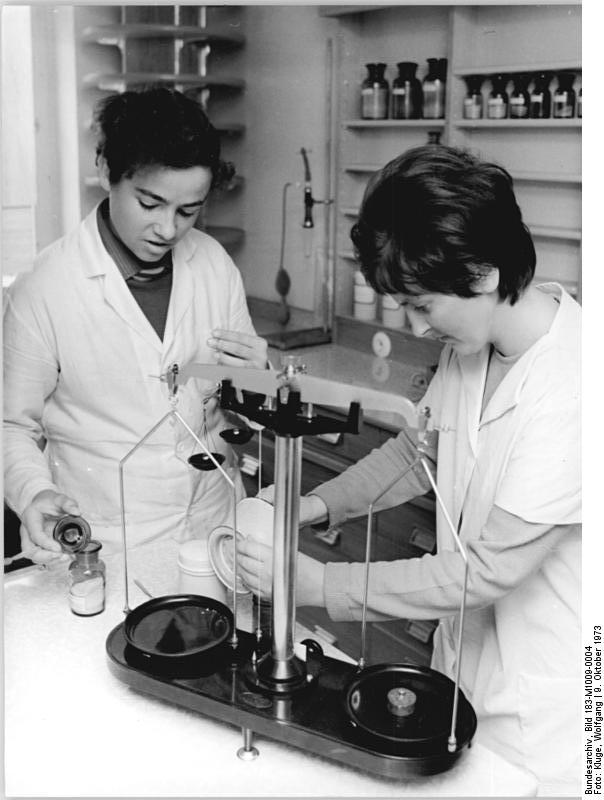
Apothekenfacharbeiter beim Herstellen von Medizin

Apothekenfacharbeiter war ein Beruf in der DDR, der in der Apotheke ausgeübt wurde. Seit 1990 kann die Ausbildung nicht mehr begonnen werden. 
Es handelt sich um einen Lehrberuf, der nach der 10. Klasse der Polytechnischen Oberschule begonnen werden konnte.
Das Berufsbild des Apothekenfacharbeiters ist dem des Pharmazeutisch-kaufmännischen Angestellten bzw. dem des Apothekenhelfers ähnlich. So ist der  Apothekenfacharbeiter Teil des Apothekenpersonals, gehört jedoch nicht zum pharmazeutischen Personal. Somit darf er z. B. keine Arzneimittel abgeben oder herstellen.